# Prosimulium doveri
Prosimulium doveri är en tvåvingeart som beskrevs av Sommerman 1962. Prosimulium doveri ingår i släktet Prosimulium och familjen knott. Inga underarter finns listade i Catalogue of Life.